# الصلاة الأخيرة للشهداء المسيحيين
الصلاة الأخيرة للشهداء المسيحيين هي لوحة زيتية للرسام الفرنسي جان ليون جيروم عام 1883  وهي معروضة حالياً ضمن مقتنيات متحف والترز.